# Manuela Pizzo
Manuela Pizzo (* 13. November 1991 in Bernal) ist eine argentinische Handballspielerin, die dem Kader der argentinischen Nationalmannschaft angehört.

## Karriere
Manuela Pizzo begann im Alter von elf Jahren das Handballspielen an der Schule. Nachdem die Rückraumspielerin bis 2011 für den argentinischen Verein Don Bosco HB de Ramos Mejía aufgelaufen war, schloss sie sich der Handballabteilung von Estudiantes de La Plata an. Ab Februar 2013 stand sie beim brasilianischen Verein AD Blumenau unter Vertrag. Nachdem Pizzo in der Saison 2015/16 wieder für Estudiantes de La Plata gespielt hatte, wechselte sie zum französischen Zweitligisten Handball Plan de Cuques. Im Sommer 2017 schloss sie sich dem spanischen Erstligisten Rocasa Gran Canaria ACE an. Mit Rocasa Gran Canaria ACE gewann sie 2019 die spanische Meisterschaft sowie den EHF Challenge Cup. Im Sommer 2019 wechselte sie zum Ligakonkurrenten BM Bera Bera. Mit Bera Bera gewann sie 2020 und 2021 die spanische Meisterschaft. Im Sommer 2021 schloss sich Pizzo dem schwedischen Verein Skara HF an, den sie im Januar 2022 wieder verließ. Einen Monat später kehrte sie zum spanischen Verein Rocasa Gran Canaria zurück. Mit Rocasa gewann sie 2022 den EHF European Cup. Nach der Saison 2022/23 verließ sie den Verein und schloss sich dem argentinischen Klub Mariano Acosta de Don Bosco an.
Pizzo gehörte 2011, 2013, 2015 und 2023 dem argentinischen WM-Aufgebot an. Bei den Panamerikanischen Spielen 2011 in Guadalajara, bei den Panamerikanischen Spielen 2015 in Toronto sowie bei den Panamerikanischen Spielen 2023 in Santiago de Chile errang sie jeweils die Silbermedaille. Weiterhin gewann sie bei der Panamerikameisterschaft 2013 die Silbermedaille sowie bei der Panamerikameisterschaft 2015 die Bronzemedaille. Pizzo nahm an den Olympischen Spielen in Rio de Janeiro teil. Bei der Panamerikameisterschaft 2017 gewann Pizzo die Silbermedaille und wurde zusätzlich in das All-Star-Team gewählt. Bei den Panamerikanischen Spielen 2019 in Lima gewann sie eine weitere Silbermedaille.